# Mobile Mysticks
Mobile Mysticks var ett amerikanskt professionellt ishockeylag som spelade i den nordamerikanska ishockeyligan East Coast Hockey League (ECHL) mellan 1995 och 2002. Laget köptes upp 2003 och flyttades till Duluth i Georgia för att vara Gwinnett Gladiators. 2015 bytte de namn till Atlanta Gladiators. De spelade sina hemmamatcher i inomhusarenan Mobile Civic Center i Mobile i Alabama. Mysticks var farmarlag till San Jose Sharks och Ottawa Senators i National Hockey League (NHL). Laget vann ingen Kelly Cup, som är trofén till det lag som vinner ECHL:s slutspel.
Spelare som har spelat för dem är bland andra Scott Langkow, Chris Neil och Sinuhe Wallinheimo.